# Secretaría de Asuntos Agrarios de la Presidencia de la República de Guatemala
La Secretaría de Asuntos Agrarios de la Presidencia de la República (SAA), fue un órgano responsable de la dirección y coordinación de las actividades requeridas para el cumplimiento de los compromisos del Organismo Ejecutivo en el tema agrario y el desarrollo rural del país, contenidos en los Acuerdos de Paz, en las políticas de gobierno y en la Constitución Política de la República.
Para ello, la Secretaría determinaba y promovía, a través de las instancias legales correspondientes, las acciones necesarias para definir el marco jurídico institucional relacionado con del desarrollo y fortalecimientos de la propiedad de la tierra, y tenía participación efectiva en la búsqueda de soluciones conciliatorias en lo relacionado con el ejercicio del derecho de posesión y propiedad de este recurso.

## Historia
Fue creada mediante el Acuerdo Gubernativo 136-2002 de fecha 30 de abril de 2002, su reglamento interno fue aprobado en junio de ese mismo año por medio del Acuerdo Gubernativo 181-2002 por el presidente Alfonso Portillo.
El presidente Óscar Berger el AG 150-2005 fue reformado su artículo 3 respecto a las funciones de estas, también su reglamento interno fue modificado por el AG 304-2005 dejándola como rectora en el tema agrario.
El 31 de julio de 2020 el presidente Alejandro Giammattei por medio del AG 97-2020 derogó todos los acuerdos gubernativos anteriores debido a que por ley todas las secretarías del organismo ejecutivo debían crearse con decretos legislativos.

## Funciones
Para el cumplimiento de sus responsabilidades, la Secretaría ejercía la rectoría en asuntos agrarios y tuvo las siguientes atribuciones:
a) Coordinación a las entidades centralizadas de Gobierno directamente involucradas en el tema agrario y establecer conjuntamente con las entidades descentralizadas, el mejor sistema de comunicación y seguimiento de las políticas públicas en esa materia.
b) Asesoría al Presidente de la República sobre el tema agrario.
c) Actuación como interlocutor entre el Gobierno de la República y la sociedad civil, en los temas de mayor trascendencia social en materia agraria.
d) Realizar en forma permanente las investigaciones de la problemática agraria del país.
e) Promover el establecimiento de un nuevo ordenamiento legal agrario.
f) Generar y coordinar la política agraria del Estado.
g) Contribuir en la definición y ejecución de la política de desarrollo rural del Estado.